# Храм Александра Невского (Казань)
Храм Александра Невского — двухпрестольный храм Казанской епархии Татарстанской митрополии Русской православной церкви.

## Территориальное расположение
Храм Александра Невского находится в Советском районе Казани, на территории крупного жилого района Азино, на пересечении улиц Академика Сахарова и Рашида Вагапова.  

## Архитектура
Автором проекта храма является архитектор Анатолий Кривцов. 
Храм представляет собой здание, оформленное в стилистике домонгольского зодчества. Это двухэтажное кирпичное сооружение со сводчатыми потолками, возведёнными по старинной технологии, без единого потолочного перекрытия. Основной объём составляют высокий пятиглавый четверик с трёхчастной апсидой, небольшой трапезной, многоярусной колокольней и далеко вынесенным крыльцом. Здание имеет четыре входа. Его высота составляет 34 м, толщина стен — 1,85 м, а общая площадь — 480 м². 
Храм состоит из двух церквей: нижней — во имя преподобного Сергия Радонежского, верхней — в честь благоверного князя Александра Невского; в совокупности вмещает до тысячи человек.

## История
Инициатором строительства храма Александра Невского стал его будущий настоятель протоиерей Владимир Пономарёв. Место под него было выбрано в 2007 году и в том же году, 6 декабря, в день памяти святого благоверного князя Александра Невского оно было освящено архиепископом Казанским и Татарстанским Анастасием.
Строительство храма началось 25 июля 2010 года и велось за счёт средств анонимных казанских предпринимателей. Поскольку финансирование шло с перебоями, процесс строительства затянулся. 17 июля 2014 года, в канун дня памяти святого Сергия Радонежского, на храме были установлены купола и кресты. В 2015 году его строительство завершились, а 7 января 2016 года состоялось первое богослужение в нижней церкви.  
В 2019 году началась работа над проектом внутреннего убранства верхней церкви — в честь благоверного князя Александра Невского. Разработку проекта, утверждённого в 2020 году, осуществляла архитектурная мастерская «Тектоника» (Санкт-Петербург) под руководством художника-архитектора Кирилла Яковлева. В том же году начались отделочные работы (оштукатуривание и покраска стен и сводов, монтаж инженерных сетей, изготовление лепного декора, укладка гранитного пола), завершившиеся в следующем году. 
6 декабря 2021 года, в день памяти святого благоверного князя Александра Невского митрополит Казанский и Татарстанский Кирилл совершил великое освящение Александро-Невского храма города Казани. В этот же день по благословению главы Татарстанской митрополии викарий Казанской епархии епископ Елабужский Иннокентий совершил освящение нижнего храма во имя преподобного Сергия Радонежского. 
С 14 декабря 2021 года Храм Александра Невского административно входит в состав II Казанского благочиния, до этого времени он числился в упразднённом IV Казанском благочинии.   

### Часовня Владимирской иконы Божией Матери
На территории храмового комплекса находится часовня Владимирской иконы Божией Матери. Это небольшое одноэтажное здание простой архитектуры, увенчанное одной главкой и обшитое снаружи пластиковой вагонкой. Часовня была открыта в 2008 году как временное молитвенное сооружение до постройки храма Александра Невского.

### Приход
Приход храма в честь благоверного князя Александра Невского возник в конце 2007 года после освящения территории будущего храма.
В октябре 2018 года при храме начала свою деятельность православная школа для будущих родителей, организованная при поддержке городского Центра защиты материнства и детства «Умиление».